# Obatala
Obatala (Obàtálá; Obatalá; Oxalá; Òrìşànlá; Orixanlá; Òrìsànlá; Orixalá; Oxalufã) ist in der Religion der Yoruba, in der kubanischen Santería und im brasilianischen Candomblé die große Schöpfergottheit, der die Menschen aus Lehm geformt oder aus Metall gegossen hat. Weil er dabei betrunken war, schuf er auch behinderte Menschen. 
Er ist der Gott des Friedens und der Gnade, der Reinheit und der Weisheit. Sein Name Obatala bedeutet „Herr der weißen Kleidung“. Er ist der Patron von behinderten und verletzten Menschen und der Altersschwachen.
Seine Farbe ist das Weiß und der ihm geweihte Tag ist der Freitag, weshalb viele Gläubige im brasilianischen Bundesstaat Bahia an diesem Wochentag nur weiße Kleidung tragen.

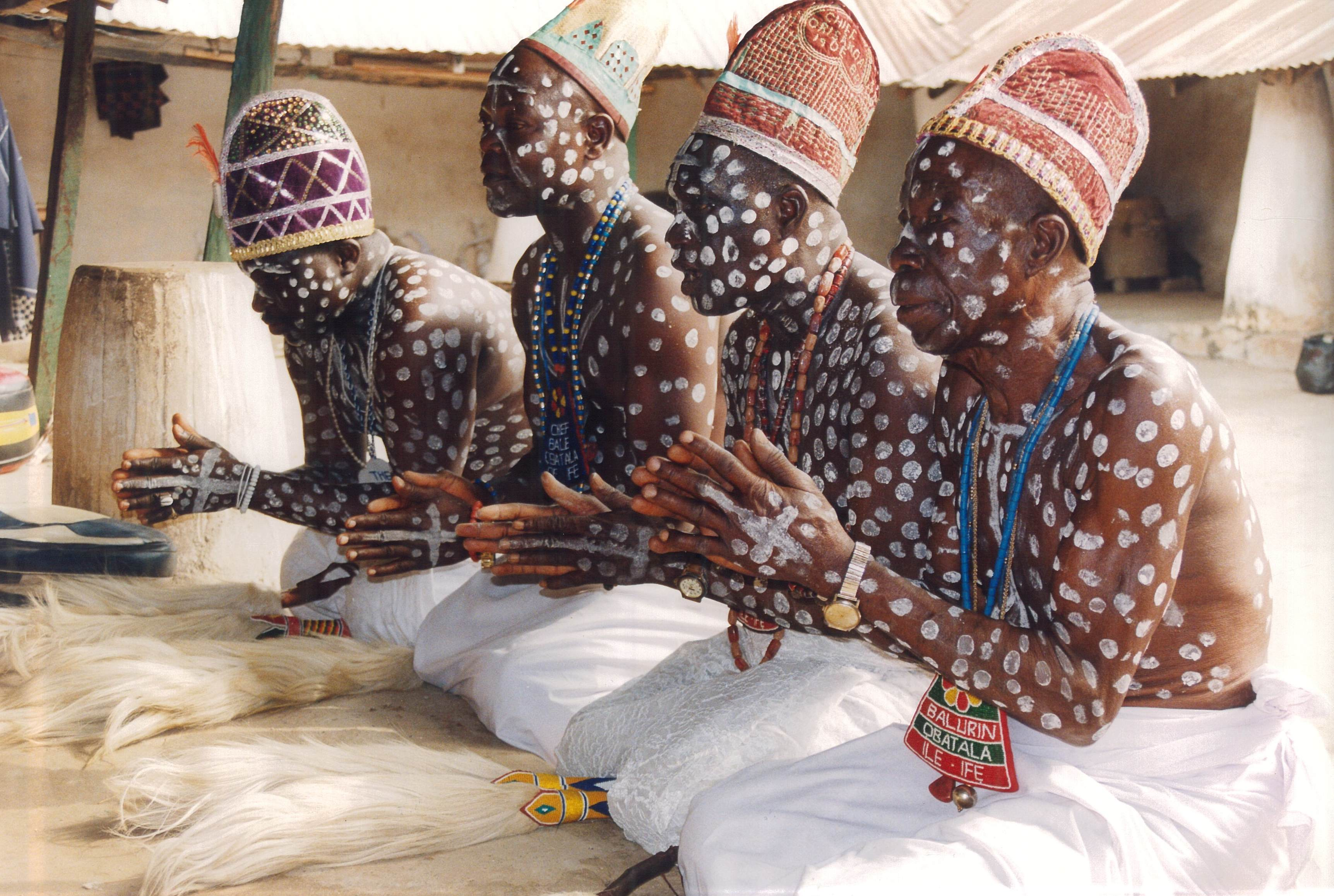
Betende Obatala-Priester im Tempel in Ile-Ife

## Mythische Vorstellungen / Legenden
Nach dem Schöpfungsmythos von Ile-Ife soll zunächst Obatala von Olodumare den Auftrag erhalten haben, die Erde zu erschaffen. Als er sich aber auf dem Weg vom Himmel zur Erde mit Palmwein betrank und er einschlief, nahm ihm Oduduwa die Schöpfungsinstrumente ab und schuf an seiner Stelle die Erde auf dem Urozean. Aufgrund dieser Begebenheit vermeiden es die Adepten Obatalas, Palmwein zu trinken.
Nach einem anderen Mythos soll er einst der einzige Orisha gewesen sein. Ein ungetreuer Diener zerschmetterte ihn mit einem Felsbrocken, worauf er in viele Teile zersprang, die alle zu Orishas wurden. Orunmila sammelte jedoch viele Teile und setzte sie wieder zusammen. Daraus wurde Orishanla, der „große Orisha“. 

## Erscheinungsbild
Er ist für seine Ordnung, Großzügigkeit, seine Ablehnung von Gewalt und seine ruhige, reservierte und vertrauenswürdige Besonnenheit bekannt. Seine Anhänger charakterisieren sich darin, dass sie langsam sind und daher immer zu spät kommen, nicht gerne kritisiert werden, aber gutmütig sind und anderen alles verzeihen.

## In Afrika: Sein Jahresfest in Ile-Ife
Im kulturellen Zentrum der Yoruba ist Obatala nach Oduduwa der wichtigste Gott. Ihm zu Ehren feiern seine Anhänger das jährliche Itapa-Fest, in dem er als sterbender und wiederauferstehender Gott in Szene gesetzt wird. Er verlässt seinen Tempel in der Stadt am siebten Tag des Festes, verweilt einen Tag in seinem Unterweltshain vor der Stadt und kehrt am neunten Tag in einer triumphalen Auferstehungsprozession in seinen Tempel zurück. Der Drei-Tage-Rhythmus und seine moralische Integrität rücken ihn in die Nähe des vorkanonischen Jahwe und des mythisch verklärten Jesus.

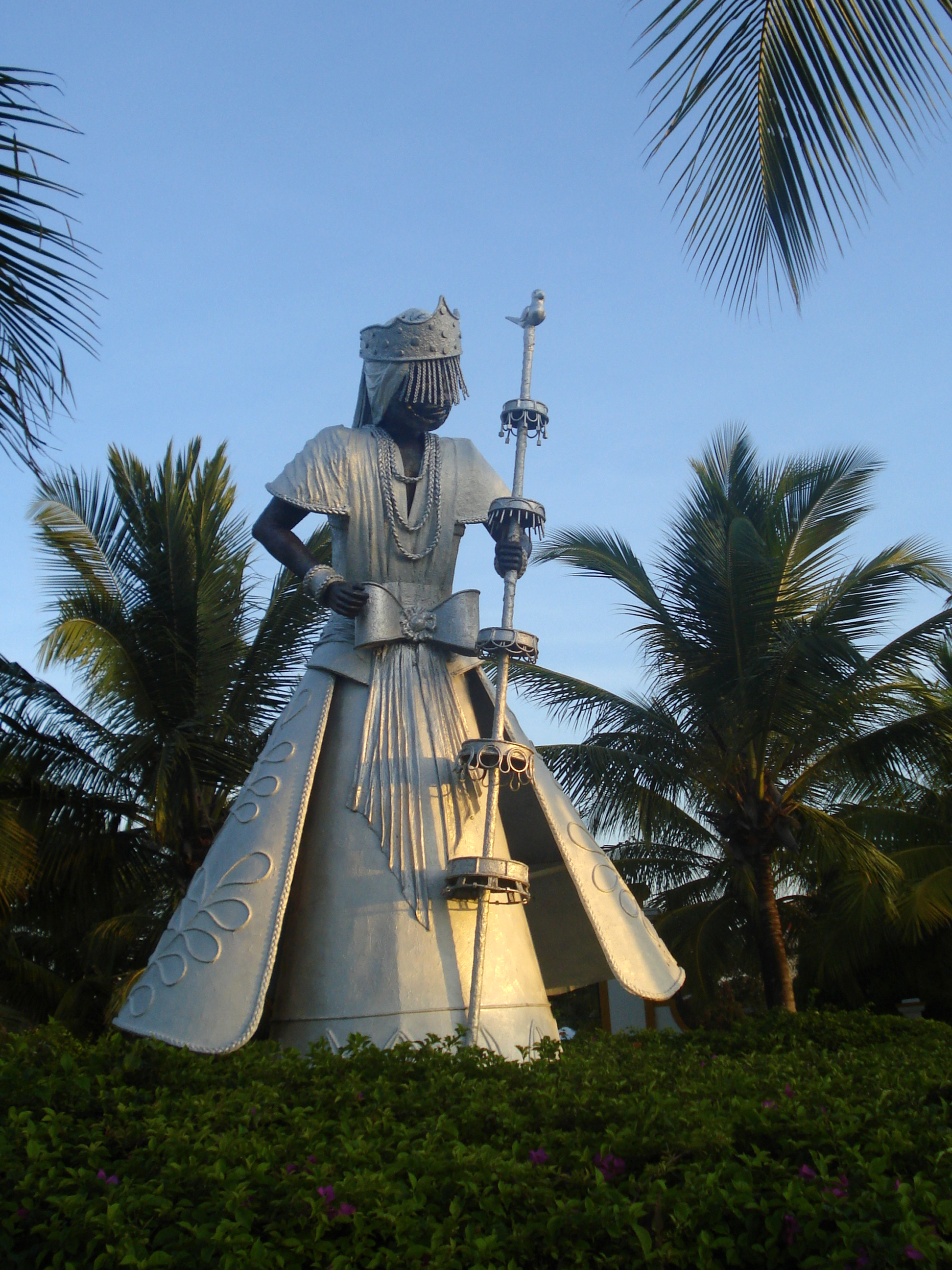
Statue von Obatala in Costa do Sauípe, Brasilien

| Farben | ein silbriges, blütenreines Weiß |
| Zahlen | 8                                |

## In Amerika: Kuba und Brasilien
Obatala wird, je nach Santería-Auslegung, in acht bis 45 Caminos (Aspekte) unterteilt.
In Brasilien werden folgende Legenden erzählt:
- Orixanlá schafft die Erde / Orixanlá cria a Terra[3]
- Obatalá schafft den Menschen / Obatalá cria o homem[4]
- Obatalá schafft Icu, den Tod / Obatalá cria Icu, a Morte[5]
- Obatalá provoziert Neid und wird in tausend Stücke zerschlagen / Obatalá provoca a inveja e é feito em mil pedaços[6]
- Obatalá verletzt versehentlich seine Ehefrau Iemu / Obatalá fere acidentalmente sua esposa Iemu[7]
- Orixalá hebt sich als Erinnerung eine Feder von Ecodidé auf / Orixalá guarda de lembrança uma pena de Ecodidé[8]
- Oxalá rettet seine Kinder mit der Hilfe von Orunmilá / Oxalá salva seus filhos com a ajuda de Orunmilá[9]
- Oxalá züchtet das Angola-Huhn (Helmperlhuhn) und verscheucht den Tod / Oxalá cria a galinha-d'angola e espanta a Morte[10]
- Oxalá wird es verboten, Salz zu essen / Oxalá é proibido de consumir sal[11]
- Oxalá wird durch Exu zum Albino / Oxalá é feito albino por Exu[12]
- Obatalá trennt den Himmel von der Erde / Obatalá separa o Céu da Terra[13]
- Obatalá beraubt den blinden Fischer / Obatalá rouba o pescador cego[14]
- Oxalá vertreibt den Sohn, der Geld heißt / Oxalá expulsa o filho chamado Dinheiro[15]
- Orixalá erhält den Honig von Odé / Orixalá ganha o mel de Odé[16]
- Oxalufã wird in frischem und sauberem Wasser gebadet, als er aus dem Gefängnis kommt / Oxalufã é banhado com água fresca e limpa ao sair da prisão[17]
- Obatalá trägt die Krone von Ecodidé und wird der König der Orixás genannt / Obatalá usa a coroa de ecodidé e é chamado rei dos orixás[18]

Es gibt einen alten und einen jungen Oxalá: Òrìşà Olúfón (Oxalufã) und Òrìşà Ògiyán (Oxaguiã).